# 内环高架路
内环高架路又称内环线，是上海最早建设的城市快速路，全长47.7公里，浦西浦东段分别于1994年和2009年建成通车。
内环高架路为高架及地面辅道形式，高架路为双向四车道，设计时速80公里，浦西段主要沿中山环路修建，浦东段主要沿罗山路-龙阳路走向，浦东段和浦西段通过南浦、杨浦两座大桥连接。

## 限行
自2020年11月2日起，每日7时至20时，内环高架路除内圈中山北二路入口至锦绣路出口、外圈锦绣路入口至黄兴路出口以外的路段禁止悬挂外省市号牌小客车、未载客的出租小客车及实习期驾驶人驾驶的小客车通行（周六、周日、法定节假日除外）。

## 上下匝道及沿线立交
- 河间路匝道（内圈上、外圈下）
- 周家嘴路匝道（内圈上下、外圈上下）
- 黄兴路匝道（内圈上、外圈上下）
- 四平路匝道（内圈下）
- 中山北二（一）路匝道（内圈上下、外圈上下）
- 大柏树立交连接线
- 广中路（大连西路）匝道（内圈下、外圈上）
- 西藏北路匝道（外圈下）
- 内环共和新路立交
- 沪太路匝道（内圈上下、外圈上下）
- 光新路匝道（外圈下）
- 镇坪路匝道（内圈下）
- 武宁路匝道（内圈上下、外圈上下）
- 金沙江路（宁夏路）匝道（内圈上下、外圈上下）
- 武夷路（玉屏南路）匝道（内圈上、外圈下）
- 内环延安西路立交
- 新华路匝道（内圈下、外圈上）
- 吴中（东）路匝道（内圈上下、外圈上下）
- 漕溪路匝道（外圈下）
- 内环漕溪路立交
- 龙华西路匝道（外圈下）
- 天钥桥路匝道（内圈上）
- 宛平南路匝道（内圈下、外圈上）
- 瑞金南路（日晖东路）匝道（内圈上、外圈下）
- 内环鲁班路立交
- 制造局路匝道（外圈下）
- 南车站路匝道（内圈下、外圈上）
- 中山南路匝道（内圈上、外圈下）
- 陆家浜路匝道（内圈下）
- 中山南路匝道（内圈下、外圈上）
- 浦东南路匝道（内圈上、外圈下）
- 龙阳路（杨高南路）立交
- 浦建路（沪南路）匝道（内圈上下、外圈上下）
- 芳甸路匝道（内圈上、外圈下）
- 张江立交
- 锦绣（东）路匝道（内圈上下、外圈上下）
- 罗山路（杨高中路）立交
- 张杨路匝道（内圈上、外圈下）
- 浦东大道匝道（内圈下、外圈上）

## 建成后重大施工
- 2007年7月，为配合上海轨道交通7号线镇坪路站施工，内环高架路曾拆除B32号桥墩，并以临时钢便桥替代。工程历经四十余日，随后高架桥面便被修复，恢复交通[7]。
- 2022年8月25日起，内环高架路浦西四平路至政本路一段夜间封闭施工，进行桥梁结构维护、旧设施更换以及景观改造，预计为期2个月。施工期间对周边地面道路的交通组织进行了调整。这一工程被列为上海城市基础设施更新的样板工程[8]。同年10月底，内环高架示范段外圈完成年轻化改造。[9]
- 2023年9月8日，内环高架（中山北一路-四平路、政本路-周家嘴路）段的设施提升和功能完善工程（年輕化改造）启动。[10]2024年1月15日，内环高架的年轻化改造路段中山北一路-四平路段和政本路-周家嘴路主体结构施工全面完成。[11]
- 2024年7月27日，上海启动内环高架（沪太路-中山北二路）段的设施提升和功能完善[12]。